# Аксьонов Олексій Миколайович
Олексій Миколайович Аксьонов ( 1909 - 1962 ) - радянський композитор, музикознавець і педагог.

## Біографія
Народився 1 Березня (14 березня) 1909    року в селі Липна Покровського повіту Володимирської губернії .
У 1931 році закінчив Московську консерваторію за класом композиції (учень Н. С. Жиляєва та Н. Я. Мясковського ).
</br> Член Спілки Композиторів СРСР з 1932 року, пізніше – голова Комісії з музичної народної творчості Спілки Композиторів СРСР. У 1937-1938 роках – музичний консультат кіностудії «Союзмультфільм». У 1945-1946 - консультант організаційно-творчого відділу Музфонду СРСР. У 1944-1950 працював молодшим науковим співробітником кабінету народної музики Московської консерваторії ім . Чайковського. 
</br> З 1951 року - викладач за класом спеціального інструментування, у 1951-1953 роках - заступник директора з навчальної та наукової роботи Музично-педагогічного інституту ім. Гнесиних .
У 1943 році у складі делегації радянських діячів культури приїхав до Туви . Два роки вивчав тувинський музичний фольклор, створюючи на його основі оригінальні музичні твори — пісні, танці (зокрема для перших хореографічних тувинських постановок Анатолія Шатіна ). Узагальнив свої спостереження у першому дослідженні тувинської музичної культури - монографії "Тувінська народна музика" (опублікована в 1964 ).Автор безлічі симфонічних та концертних творів, музики для художніх фільмів.
Помер 15 травня 1962 року у Москві .

## Музична спадщина
- Симфонія (1942)
- Лірична сюїта для симфонічного оркестру (1940)
- Героїчна увертюра для симфонічного оркестру (1931)
- Тувінські ескізи для симфонічного оркестру (1945)
- Тувінська рапсодія для симфонічного оркестру (1947)
- Концерти для фортепіано з оркестром (1933)
- Концерт для флейти з оркестром на тувінські теми (1944)
- Лірична сюїта для малого симфонічного оркестру (1944-1945)
- Сюїта з музики до мультфільмів (1947)
- Дві п'єси для духового оркестру на народні теми (1933)
- Сюїта «Підмосковні хороводи» для оркестру російських народних інструментів (1947)
- Сюїта «З донських пісень» для оркестру російських народних інструментів (1948)
- Сюїта на російські народні теми для оркестру російських народних інструментів (1952)
- Сюїта «Болгарська хороводна» для оркестру російських народних інструментів (1954)
- Сюїта «Північні пісні» для оркестру російських народних інструментів (1954)
- Увертюра для оркестру російських народних інструментів (1955)
- Концертний вальс для оркестру російських народних інструментів (1955)
- Вітальна увертюра для оркестру російських народних інструментів (1955)
- Дві сюїти для квінтету струнних та духових інструментів (1929)
- Соната для фортепіано (1937)
- Сонатина для фортепіано (1929)
- Дванадцять тувінських пісень для голосу та фортепіано (1944)
- Обробка циклу російських народних пісень для голосу з оркестром (1947), різних складів (1947—1951).

Музика в кіно та мультиплікації
- 1936 - В Африці жарко (мультфільм)
- 1937 - Срібний дощ (мультфільм)
- 1937 - Солодкий пиріг (мультфільм)
- 1938 - Працьовитий півник і безтурботні мишки (мультфільм)
- 1939 - Бойові сторінки (мультфільм)
- 1939 - Переможний маршрут (мультфільм)
- 1942 - Кіноцирк (мультфільм)
- 1946 - Орлине перо (мультфільм)